# Albatros D.XI
Albatros D.XI – niemiecki dwupłatowy samolot myśliwski z końca I wojny światowej, zaprojektowany i zbudowany w wytwórni Albatros-Werke GmbH w Berlinie. Maszyna wzięła udział w dwóch konkursach samolotów myśliwskich w Adlershof w 1918 roku, jednak nie była lepsza od konkurentów i w rezultacie nie weszła do produkcji seryjnej.

## Historia
Po zbudowaniu w 1917 roku nieudanego, choć budowanego masowo modelu D.V zakłady Albatros-Werke GmbH usiłowały odzyskać utraconą reputację, projektując nowe typy myśliwców. Jednak wysiłki konstruktorów, których rezultatem były dwupłaty D.VI, D.VII i D.IX oraz trójpłaty Dr.I i Dr.II, nie przyniosły oczekiwanych efektów – żaden z myśliwców nie został zamówiony przez Luftstreitkräfte. Nowa konstrukcja, oznaczona D.XI, zrywała z typowym dla Albatrosów napędem w postaci silników rzędowych – po raz pierwszy w historii firmy zastosowano birotacyjny silnik gwiazdowy Siemens-Halske Sh.III z reduktorem. Jednostka napędowa obudowana była osłoną w kształcie podkowy z dwoma otworami wentylacyjnymi, a czterołopatowe śmigło wyposażono w kołpak.
Pierwszy prototyp o numerze rejestracyjnym 2208/18 został oblatany w lutym 1918 roku. Drugi prototyp o numerze 2209/18 wyposażono w dwułopatowe śmigło o dużej średnicy i niewyważone lotki. Albatros D.XI wziął udział w konkursach na samolot myśliwski w Adlershof w kwietniu i czerwcu 1918 roku. Samolot okazał się jednak gorszy od konkurentów (wśród których znajdował się m.in. Fokker D.VII) i nie został skierowany do produkcji seryjnej (wyróżniał się jedynie doskonałą prędkością wznoszenia, osiągając w czasie 15 minut i 6 sekund pułap 5000 metrów).

## Opis konstrukcji i dane techniczne

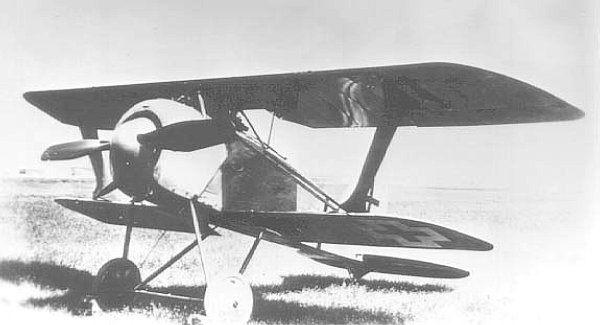
Drugi prototyp D.XI.

Albatros D.XI był jednosilnikowym, jednoosobowym dwupłatem myśliwskim konstrukcji drewnianej. Pokryty sklejką kadłub miał płaskie boki, płaskie dno i wypukły grzbiet. Skrzydła konstrukcji drewnianej, kryte płótnem, połączone drewnianymi rozpórkami w kształcie litery „I”; płat górny o większej rozpiętości i grubszej cięciwie od dolnego. Lotki znajdowały się na górnym płacie, w pierwszym prototypie z wyważonymi końcówkami. Długość samolotu wynosiła 5,58 metra, a rozpiętość skrzydeł 8 metrów. Powierzchnia nośna wynosiła 18,5 m². Masa pustego płatowca wynosiła 494 kg, zaś masa startowa – 689 kg. Wysokość samolotu wynosiła 2,86 metra. Podwozie klasyczne, stałe, o dużej wysokości: główne wykonane z rur stalowych, z płozą ogonową ze sklejki.
Napęd stanowił chłodzony powietrzem 11-cylindrowy birotacyjny silnik gwiazdowy Siemens-Halske Sh.III o mocy 118 kW (160 KM) z reduktorem obrotów, napędzający dwu- lub czterołopatowe śmigło ciągnące. Prędkość maksymalna samolotu na wysokości 0 wynosiła 190 km/h, zaś długotrwałość lotu 1,5 godziny. Maszyna osiągała wysokość 2000 metrów w 4 minuty i 40 sekund oraz 5000 metrów w czasie 15 minut i 6 sekund. Zasięg wynosił 275 kilometrów, zaś maksymalny pułap – 6100 metrów.
Samolot uzbrojony był w dwa stałe zsynchronizowane karabiny maszynowe LMG 08/15 kalibru 7,92 mm.